# Maria da Graça
Maria da Graça – stacja metra w Rio de Janeiro, na linii 2. Zlokalizowana jest pomiędzy stacjami Triagem i Nova América/Del Castilho. Została otwarta 12 marca 1983.